# 毛利元就郡山籠城日記
毛利元就郡山籠城日記（日语：／ Mōrimotonarikōriyamajōnitsuki）是安藝國的國人領主毛利元就記錄有關吉田郡山城之戰的文書，日記作為「毛利家文書」的一部分獲指定為重要文化財，以毛利家文書第286號的身份，由山口縣防府市的毛利博物館收藏。

## 概要

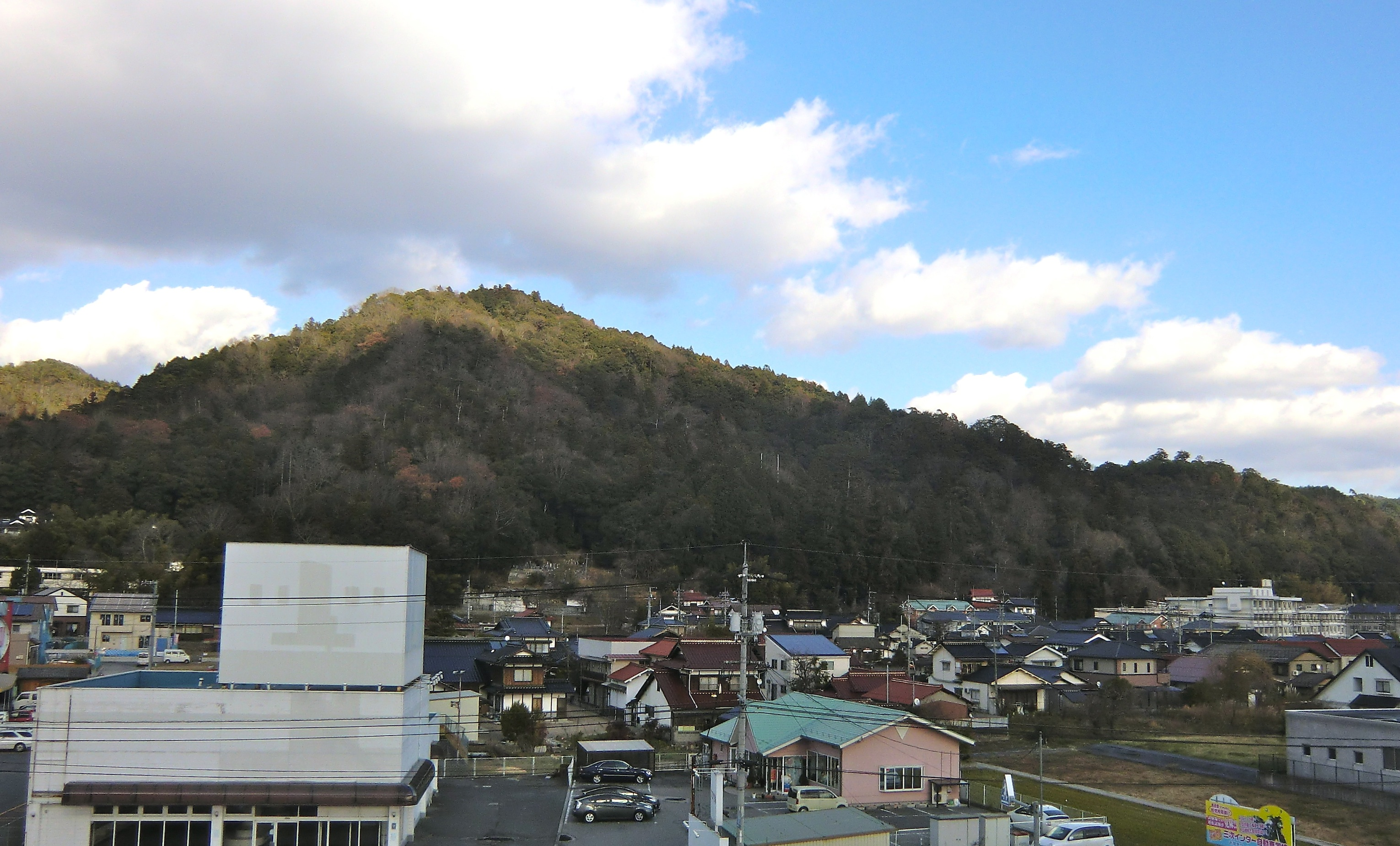
吉田郡山城跡的遠景

日記由毛利元就親筆記錄在天文9年（1540年）9月至翌年（1541年）1月，尼子詮久（後來的尼子晴久）攻打毛利氏居城吉田郡山城期間的事蹟。日記寫成於戰事結束後不久的2月16日，作為當事人的記錄來說是相當重要的史料。

### 標題
本來日記的標題是「天文9年秋天，尼子詮久攻打安藝吉田的過程」（天文九年秋至藝州吉田尼子民部少輔初向之次第）」，江戶時代中期以後才改稱「毛利元就郡山籠城日記」。吉田郡山城之戰本身並非攻城戰，雙方戰鬥的地方是在郡山周邊，未有牽涉於攻打城池，日記內亦未有記載有關攻城的內容，不過後世受軍記物的影響，誤以為是攻城戰，才產生「毛利元就郡山籠城日記」這個標題。

## 特徴
為了向室町幕府報告合戰的情況，日記寫有毛利氏和尼子氏兩軍交戰的地方以及戰果，例如雙方傷亡人數，當時接獲報告的管領細川晴元大力讚賞元就，稱其為「聞名天下，舉世無雙」（天下にその隠れなく候、御高名の至りに候）。然而，為了強調毛利取得的戰果，日記中不乏誇張之詞。
- 有記錄的戰事中，毛利士兵的戰死人數過少（無死者至約十數人），相對地尼子士兵的戰死人數過大（數十至約200人）[2]。
- 未有詳細描述支援毛利軍的宍戸氏（日语：宍戸氏）、竹原小早川氏（日语：小早川氏）和陶氏，也沒有列出有份參戰的天野興定（日语：天野興定）的名字，故意省略援軍的情況[2][4]。

因此，日記顯示元就喜歡展現自己的成就。另外，日記將退兵的尼子軍比喻作細川高國在大物崩敗走，此舉亦討得與高國敵對的晴元歡心。通過這次報告，毛利獲得晴元讚賞之餘，也獲得六角定賴和赤松晴政等人稱讚，同時讓幕府得知地方國人毛利氏的存在，成果斐然。

## 外部連結
- 毛利博物館公式サイト （页面存档备份，存于） 。